# セーンセープ運河
座標: 北緯13度44分57.878秒 東経100度32分25.035秒 / 北緯13.74941056度 東経100.54028750度

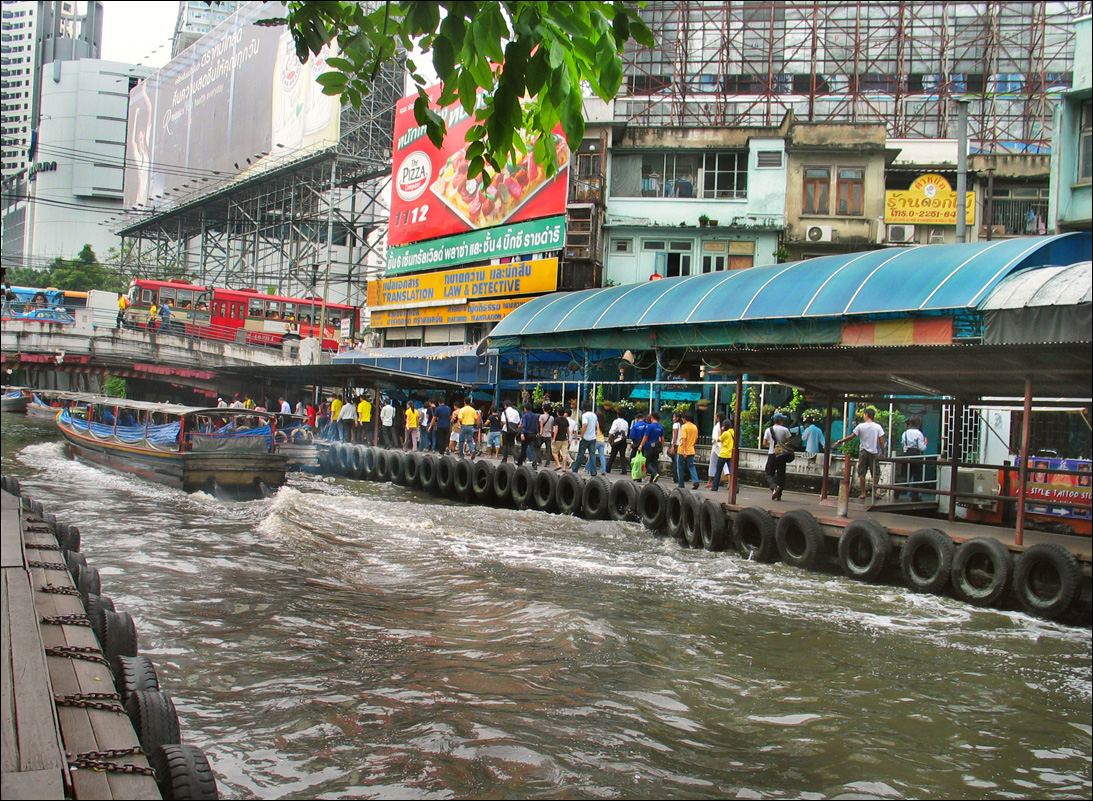
運河と運河船（プラトゥーナム付近）

センセープ運河は、タイのバンコクのほぼ中心部を走る運河。バンコク都内の一部では運河船が運行されている。

## 運河船
プラトゥナーム桟橋（センセープ運河がラチャプラロップ通りと交差する橋の袂にある）を中心に、東行き・西行きの2航路が運行されている。
観光名所のジム・トンプソンの家やセントラル・ワールドなどに行くのに便利。特にスクンビット通りやペッブリー通りが渋滞中の時は、バスやタクシーよりも目的地に早く到着する。
但し、運河の水は生活廃水などで汚染されているため水質が非常に悪く、悪臭がしたり、水がはねた時は衣服が汚れたりすることがある。
雨天時には運河に雨水が大量に流れ込むため、増水して運行が中止あるいは一時中止になることがしばしばある。また、日没後はほとんど運行していないため、利用は日中に限られる。
2016年3月5日、運河を運航するボートが爆発し、約60名が負傷する事故が起こった。

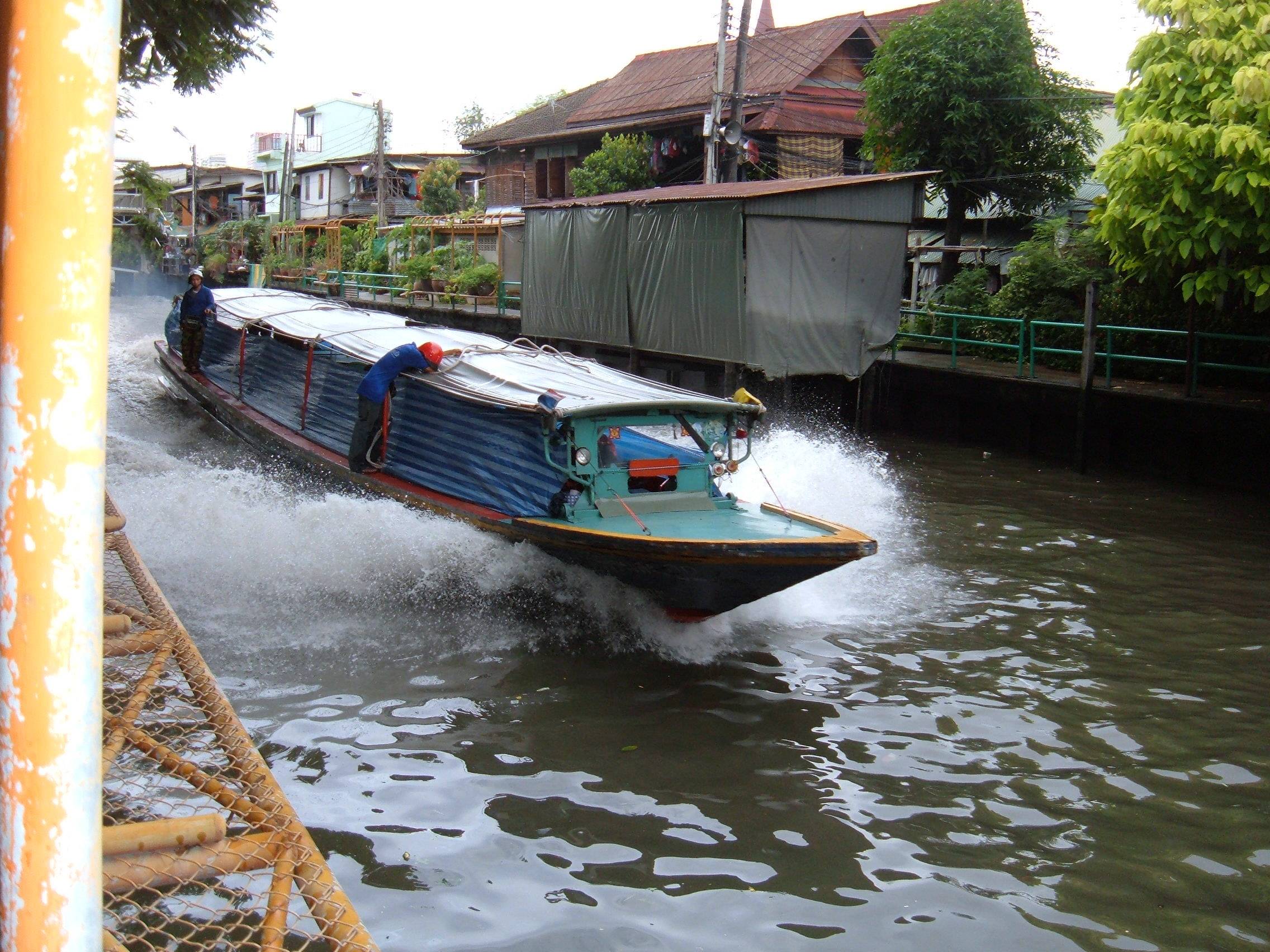
運河船

### 接続する主な道路
- パヤータイ通り
- ラーチャダムリ通り
- ソイ・ナナヌア
- アソーク通り
- ソイ・トンロー
- ソイ・エカマイ

### 接続する駅
- バンコク・メトロペッチャブリー駅
- エアポート・レール・リンクラームカムヘーン駅

## 舞台となった作品
映画
- 激殺! 邪道拳 （1977年） - 主演 ： 千葉真一